# 訃報 1977年5月
訃報 1977年5月（ふほう 1977ねん5がつ）では、1977年（昭和52年）5月中に物故した、又は物故が報じられた人物についてまとめる。

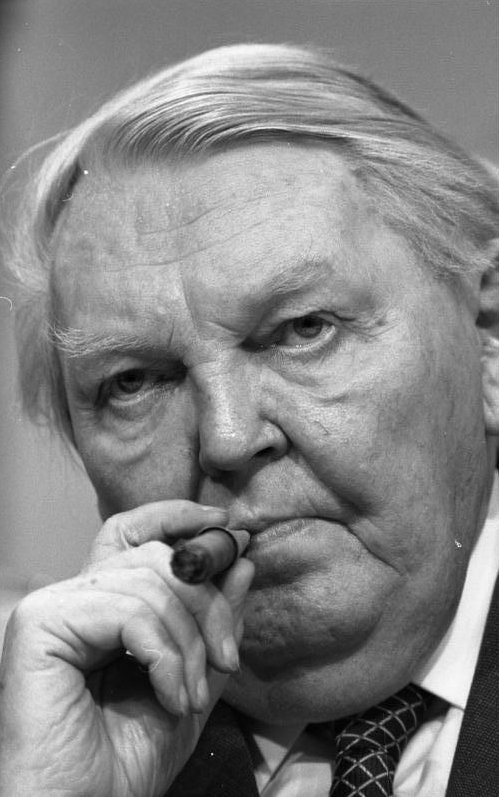
ルートヴィヒ・エアハルト / 5月5日没

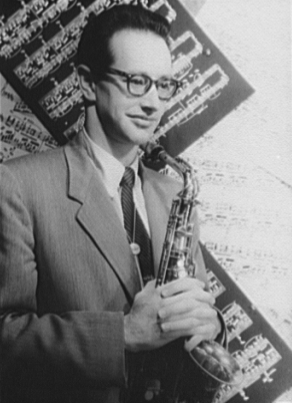
ポール・デスモンド / 5月30日没

## （1日 - 15日）
- 5月4日 - 土州山好一郎、元大相撲力士（* 1904年）
- 5月5日 - ルートヴィヒ・エアハルト、西ドイツ首相（* 1897年）
- 5月5日 - 大谷東平、気象学者（* 1905年）
- 5月5日 - 長弘、俳優（* 1923年）
- 5月7日 - 山岸外史、評論家（* 1904年）
- 5月8日 - 塩谷賛、編集者・幸田露伴研究家（* 1916年）
- 5月9日 - 木村雨山、着物作家・加賀友禅染織家（* 1891年）
- 5月9日 - ジェームズ・ジョーンズ、小説家（* 1921年）
- 5月9日 - 大塚金之助、経済学者（* 1892年）
- 5月10日 - ジョーン・クロフォード、女優（* 1906年）
- 5月11日 - 牧屋善三、作家（* 1907年）
- 5月13日 - 三ッ林幸三、政治家・衆議院議員（* 1893年）
- 5月14日 - 加賀尾秀忍、真言宗の僧侶（* 1901年）
- 5月14日 - 奈良光枝、歌手（* 1923年）
- 5月14日 ‐ 木次文夫、プロ野球選手（* 1937年）

## （16日 - 31日）
- 5月17日 - 中村菊男、政治学者・政治家（* 1919年）
- 5月20日 - 淡徳三郎、社会評論家（* 1901年）
- 5月21日 - 本木荘二郎、映画プロデューサー・映画監督・脚本家（* 1914年）
- 5月22日 - 江田三郎、政治家（* 1907年）
- 5月24日 - 荒木和成、千葉市長・弁護士（* 1905年）
- 5月24日 - 中村順平、建築家・建築教育者（* 1887年）
- 5月24日 - 近衛十四郎、俳優（* 1914年）
- 5月25日 - 有賀鉄太郎、プロテスタント神学者・教会史・教理史学者（* 1899年）
- 5月25日 - 星克、教育者・政治家（* 1905年）
- 5月25日 - 中山イサ、長寿日本一（* 1868年）
- 5月26日 - 藤森成吉、小説家・劇作家（* 1892年）
- 5月27日 - 市川まん、長寿日本一（* 1869年）
- 5月29日 - バー・モウ、ビルマの独立運動家（* 1893年）
- 5月29日 - 佐野隆一、実業家・篤志家（* 1889年）
- 5月30日 - ポール・デスモンド、作曲家（* 1924年）
- 5月30日 - 小菅健吉、教育者（* 1897年）
- 5月31日 - ウィリアム・キャッスル、映画監督（* 1914年）